# Nicolás Diez
Nicolás Ignacio Diez Parajón (ur. 9 lutego 1977 w Buenos Aires) – argentyński piłkarz z obywatelstwem chilijskim występujący na pozycji bocznego pomocnika, trener piłkarski, od 2025 roku prowadzi Argentinos Juniors.
Posiada także obywatelstwo chilijskie.